# Sistema Scheveningen

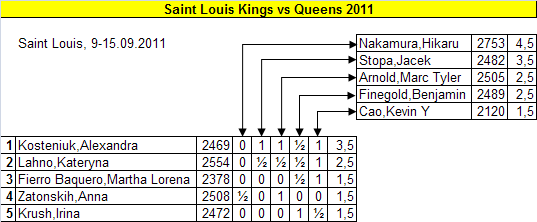
Tabla final de posiciones del Kings vs. Queens 2011, torneo bajo el sistema Scheveningen. El equipo masculino (arriba) se impuso por 15-11.

El sistema Scheveningen es un sistema de organización de torneos de ajedrez entre dos equipos. Cada jugador de uno de los equipos se enfrenta a cada jugador del equipo contrario. El equipo que sume más puntos es el ganador. Este sistema era un modo popular de crear normas de gran maestro hasta el cambio de normativa de la FIDE de 2024 (FIDE Title Regulations effective from 1 January 2024).
Este sistema fue usado por primera vez en un torneo en la ciudad de Scheveningen en 1923. La idea tras este sistema fue enfrentar a un equipo de diez jugadores holandeses contra otro formado por diez jugadores extranjeros, con la intención de dar a los jugadores holandeses experiencia en competiciones de alto nivel.